# Мёртвые Дельфины
«Мёртвые Дельфины» (англ. Dead Dolphins) — российская альтернативная рок-группа, образованная в 1996 году в Назрани. Некоторое время группа выступала под названиями «Живые Дельфины» и «Дельфины».

## История

### Ранние годы
Первое выступление «Мёртвых Дельфинов» датируется сентябрём 1996 г. в бывшей столице Ингушетии — Назрани. Концерт принёс группе мгновенную известность в пределах республики. Через полгода подпольные и тщательно скрываемые записи группы разлетались «голубиной почтой», несмотря на все конспиративные предосторожности. Уже далее, из Назрани «Мёртвые Дельфины» плавно перекочевали в Нальчик.
Освоив просторы Северного Кавказа, в 1997 году «Мёртвые Дельфины» предприняли первую «разведку боем» на предмет завоевания московских музыкальных территорий. Увы, финансовая сторона не дала ребятам времени освоиться, а повторный визит в Москву был отложен на пару лет.
Во второй раз «Мёртвые Дельфины» появились в Москве в 2000 году в полном составе на челночном автобусе. Буквально спустя год, когда к Михаилу Козыреву попала демозапись и за три недели до «Нашествия-2001», раздался звонок: «Артур, а вы в курсе, что играете на „Нашествии“?» Артур Ацаламов, самый упорный оставшийся на тот момент в Москве «Мёртвый Дельфин», тут же уяснил себе, что он в курсе, и через три недели играл на «Нашествии» с приглашёнными музыкантами.
Почти два года, последовавшие за прорывами и разрывами, были положены Артуром на «создание каких-нибудь перспектив на будущее», обживание в Москве, так как возвращаться обратно на Северный Кавказ после выступления на крупнейшем российском рок-фестивале было бы уже совсем нездоровой тенденцией. Песни писались, из-за банального отсутствия возможностей по их записи накапливались, настаивались и ждали своего времени.

### Прорыв
Первой этого подходящего времени дождалась композиция «На моей луне», демо которой опять, уже спустя почти три года, весной 2003-го появилось в пределах видимости всё того же Михаила Козырева. Именно «На моей луне», под запись которой была предоставлена студия «Нашего радио», и стала тем прорывом, благодаря которому о группе «Мёртвые Дельфины» вновь заговорили в столице как о музыкальном явлении с некоторым потенциалом и заявками на будущее. Песня долгое время занимает первые позиции многих чартов различных радиостанций, в том числе и первое место в «Чартовой дюжине» на «Нашем Радио». Песня вошла в сборники «Нашествие. Шаг 13-й» (Real Records), «Чартова Дюжина» (CD Land) и «Осторожно рок» («Никитин»). Вошла она и в хит-парад программы «Серебро» радиостанции «Эхо Москвы». Также была использована в качестве саундтрека к фильму «Повелитель эфира» («Мосфильм»).
После второго прорыва, обеспеченного «На моей луне», последовало и второе выступление «Мёртвых Дельфинов» на виртуальном «Нашествии-2003: открытый доступ». Представленные Ольгой Максимовой как «группа, каждая песня которых — голый нерв», «Мёртвые Дельфины» с яркой подачей отыграли сет из пяти песен, повторно став одним из открытий рок-фестиваля.
После выступления на «Нашествии» ребром встал вопрос о выпуске дебютного альбома группы. Писать альбом «Мёртвые Дельфины» решили самостоятельно, без помощи саунд-продюсера, с чем и справились с присущей их рок-н-ролльному музыкальному складу «одной пяткой». Дебютный альбом вышел в свет 9 декабря 2003 г. и получил не по-зимнему тёплое и не по-рок-н-ролльному пушистое название «Одуванчики для канареек».

### Трагические события
В 2007 году в возрасте 27 лет повесился в своей квартире барабанщик группы Сергей Золотухин, сын известного актёра Валерия Золотухина. Музыканты группы «Мёртвые дельфины» узнали о трагедии от сотрудников милиции.
Я видел его в прошлую пятницу, у нас был концерт, и ничего тогда не предвещало беды. Я не могу понять, почему он это сделал. Говорить о конфликтах в семье нелепо. Сергей обожал и своего знаменитого отца, и мать. Они часто перезванивались, встречались, это прекрасная благополучная семья.Александр Помараев, бас-гитарист
30 мая 2011 года в Москве был убит 31-летний бас-гитарист группы Александр Помараев. Александр Помараев родился 5 октября 1979 г. Учился в музыкальной школе по классу флейты. После того как познакомился с творчеством группы Red Hot Chili Peppers, освоил бас-гитару, затем стал музыкантом группы «Магнитная аномалия». По предварительной информации, около 01:20 мск музыкант подъехал на своём внедорожнике к дому на ул. Поликарпова, 19, после чего вышел из автомобиля и направился к подъезду. В этот момент к А. Помараеву подошел неизвестный, который произвёл два выстрела в спину и два — в голову. Свидетелем нападения стала родственница Помараева, которая выбежала на улицу на звуки выстрелов. Скорая помощь доставила бас-гитариста в Боткинскую больницу, где он скончался в 4:00 утра. На месте инцидента следователи обнаружили пневматический пистолет «Рубин», переделанный под стрельбу боевыми патронами от пистолета Макарова. По факту убийства возбуждено уголовное дело. По версии следствия, убийство А. Помараева может быть связано с его коммерческой деятельностью: он являлся директором фирмы, занимающейся размещением наружной рекламы в Москве. В связи с этими трагическими обстоятельствами Артур Ацаламов взял творческий отпуск на неопределённое время.

### Воссоединение
К концу 2013 г. Артур заявил о воссоединении группы, а первый после двухгодичного перерыва концерт прошел в Москве при поддержке «Нашего радио». Группа была официально переименована в «Дельфины», спланировала гастрольный тур с обновлённым составом, и запись альбома. В мае 2014 г. прошло более 10 выступлений группы в центральной России, включая большой сольный концерт в московском клубе «Театръ».
Несмотря на вновь возросший интерес к группе, а также сообщения о выходе нового альбома, менеджмент коллектива сообщил, что «Дельфины» отыграют все запланированные концерты осеннего тура, который начнется 19 сентября 2014 года, и прекратят своё существование.
В 2019 году у группы вышел третий студийный альбом «Тихий не Океан». Релиз был издан при поддержке поклонников в рамках краудфандинговой акции. Альбом состоит из 13 композиций авторства Артура Ацаламова, включая несколько песен, выходивших отдельными синглами ранее.

## Творчество

### Состав
- Артур Ацаламов — вокал, автор
- Владимир Ванцов — гитара, соло-гитара, клавишные
- Иван Дорохов — бас-гитара
- Сергей Воронцов — барабаны

Бывшие участники

Сергей Золотухин (слева) и Александр Помараев (справа).

- † Сергей Золотухин — ударные. Сын известного актёра Валерия Золотухина. 2 июля 2007 года 27-летний Сергей повесился на пороге своей квартиры, где жил вместе со своей девушкой[5][6].
- † Александр Помараев — бас-гитара. 31-летний Александр был застрелен 30 мая 2011 года в Москве. На Помараева напали примерно в 1:20 на улице Поликарпова на севере столицы. Неизвестный дважды выстрелил музыканту в голову и дважды в спину, а затем скрылся. Убийство связывают с предпринимательской деятельностью музыканта: Александр был директором и совладельцем ООО «Стафф Медиа» — фирмы, занимающейся наружной рекламой[7][8].
- Назир Ильясов - гитара
- Калой Ахильгов - бас-гитара
- Геннадий Гаев — гитара
- Евгений Шингарёв — гитара
- Александр Ситников — барабаны
- Сергей Черкасов — барабаны

### Альбомы
| 2003 — «Одуванчики для канареек» |
| --- |
| 1. Котики-Наркотики (04:44) 2. Пусть Приснится (02:26) 3. Девственность (03:30) 4. Музыка В Огне (03:49) 5. На Моей Луне (03:21) 6. Облако В Штанах (Live) (04:29) 7. Моногамия (03:23) 8. Мёртвый Город (02:48) 9. Пьяные Танцы (03:15) 10. Вампиры (02:57) 11. На Моей Луне (Live) (03:47) |

| 2004 — «Одуванчики для канареек» (Переиздание) |
| --- |
| 1. Мёртвый Город (02:47) 2. Котики-Наркотики (04:46) 3. Музыка В Огне (03:51) 4. Девственность (03:32) 5. На Моей Луне (03:23) 6. Моногамия (03:25) 7. Вампиры (02:59) 8. Пьяные Танцы (03:17) 9. Свинцовое Одеяло (03:50) 10. Пусть Приснится (02:28) 11. Облако В Штанах (03:31) |

| 2011 — «Любовь В Метро» |
| --- |
| 1. Марта (03:20) 2. Сто Холмов (04:00) 3. Любовь в Метро (03:28) 4. Облако в Штанах (04:27) 5. Глазами Твоего Сердца (02:37) 6. М. С. Х. (02:48) 7. Отрыв от Земли (03:54) 8. Нервы — Стервы (04:16) 9. Скука (03:38) 10. Мёртвый Город (02:42) 11. Моя Чечня (03:57) 12. Котики — Наркотики (05:12) 13. Пьяные Танцы (03:22) 14. Девственность (03:52) 15. Паноптикум (03:17) |

| 2019 — «Тихий не Океан» |
| --- |
| 1. Завтра я буду там (03:52) 2. Тихий не Океан (03:58) 3. Рак (03:34) 4. Чёрно-Белый Сон (02:33) 5. Коко Шанель (04:05) 6. Половинками ножниц (04:25) 7. Квазимодо (03:27) 8. Мать (03:04) 9. П. С. (03:52) 10. Акселератка колибри (02:48) 11. Клофелинщица (02:47) 12. Солнечный заяц (02:13) 13. Льды Антарктиды (03:12) |

### Синглы
- 2016 — «П/с»
- 2016 — «Coco Chanel»
- 2017 — «Половинками ножниц»
- 2018 — «Чёрно-Белый Сон»
- 2019 — «Героиня Набокова»
- 2019 — «Бабушка с косой»
- 2020 — «Бег по острию ножа»
- 2020 — «Тутта Ларсен»
- 2020 — «Понтий Пилот»
- 2020 — «Мой Рейкьявик»
- 2021 — «Бес Политики»
- 2022 — «Виннипуховые ослики»
- 2024 — «Tekiller»

### Клипы
- 2005 — «Мёртвый город»

### Фильмография
- 2006 — «Собиратели Теней» — Документальный фильм Марии Кравченко, в котором Артур Ацаламов рассказывает о своей жизни до и после страшной войны.

### Музыка в кино
- 2004 — «Повелитель эфира» — комедийная мелодрама. В фильме была использована песня «На моей луне».

### Прочее
| Неизданные песни |
| --- |
| - Ассоль - Гипотенуза - Дочь Азраила - Звёзды Востока - Каменный Гвоздь - Лысый Лев - Минута Молчания - Негры На Льду - Одиночество - Песня Трубадура - Преданная Любовь - Сны Слепых - Бег по острию ножа - Моя Чечня |